# Тосту
Тосту (кирг. Тосту) — село в Аксыйском районе Джалал-Абадской области Кыргызстана. Входит в состав Кашка-Сууского айылного аймака.

## География
Село расположено в южной части области, на правом берегу реки Падыша-Ата, вблизи места впадения в неё реки Тостуу, на расстоянии приблизительно 7 километров (по прямой) к северо-западу от города Кербен, административного центра района. Абсолютная высота — 1510 метров над уровнем моря.

## История
Населённый пункт получил статус села 16 августа 2019 года.

## Население
Согласно оценочным данным Национального статистического комитета Кыргызской Республики, численность населения села на начало 2023 года составляла 1649 человек.
| год     | 2020 | 2021 | 2023 |
| ------- | ---- | ---- | ---- |
| человек | 1615 | 1665 | 1649 |